# Fully
Fully är en ort och kommun i distriktet Martigny i kantonen Valais i Schweiz. Kommunen har 9 160 invånare (2023).
Kommunen består av orterna Fully, Branson, La Forêt, Vers l'Eglise, La Fontaine, Châtaignier, Saxé och Mazembroz.
En majoritet (90,0 %) av invånarna är franskspråkiga (2014). 76,4 % är katoliker, 4,6 % är reformert kristna och 19,0 % tillhör en annan trosinriktning eller saknar en religiös tillhörighet (2014).